# Пиер Декс
Пиер Декс (на френски: Pierre Daix) е френски журналист, историк на изкуството, антифашист, политик, преводач и писател на произведения в жанра биография, драма и документалистика.

## Биография и творчество
Пиер Декс е роден на 24 май 1922 г. в Иври сюр Сен, Франция. Баща му е директор на училище. Като пацифист, на 17 г. той се включва през 1939 г. във Френската комунистическа партия. Получава бакалавърска степен от Лицей Анри IV в Париж. Заради подкрепата си на германо-съветския пакт Френската комунистическа партия е забранена. През юли 1940 г. Декс създава студентски клуб в Светския център на младежките общежития, който да служи като правен екран за подземния комунистически студентски съюз, а през ноември е един от организаторите на студентските демонстрации. Арестуван е на 28 ноември 1940 г. и заради влошено здраве е освободен през февруари 1941 г. Арестуван е отново през януари 1942 г., от затвора във Виши е преместен във Френес, след това в Клерво, а през март 1944 г. в концлагера Маутхаузен. Владеейки немски език, в лагера работи с подземната международна организация за съпротива и помага за спасяването на френските бойци на съпротивата, без разлика от политическата им ориентация.
След освобождението на Франция е назначен за началник на щаба на комунистическия министър Чарлз Тийон в Министерството на въздуха, въоръжението и възстановяването.
Кариерата му на журналист започва през декември 1946 г. във вестник „France d'abord“, а през май-юни 1947 г. е главен редактор на вестник „Авангард“ на Републиканския младежки съюз на Франция. След напускането на комунистическите министри от правителството, през 1947 г. е назначен за заместник-директор на издателството на компартията „Social Publishing“. Сприятелява се с художника Пабло Пикасо, който се присъединява към комунистическата партия по това време. В периода 1948 – 1950 г. е главен редактор на комунистическия вестник „Les Lettres Françaises“, чийто надзор е Луи Арагон. В своя статия от 17 ноември 1949 г. той отрича съществуването на концентрационни лагери в Съветския съюз и се пронивопоставя на искането на троцкиста Давид Русе за създаване на разследваща комисия за съществуването на концентрационни лагери в СССР.
За известно време работи във вестника „Ce soir“, а в периода 1953 – 1972 г. е отново главен редактор на „Les Lettres Françaises“ сътрудничейки си активно с Луи Арагон. През 1957 г. публикува писмо до Морис Надо, в което разглежда престъпленията на Йосиф Сталин. Активно участва в „отварянето“ на френските медии към „дисидентската“ съветска литература. През 1963 г. представя на френските читатели книгата „Един ден на Иван Денисович“ от Александър Солженицин. Впоследствие, след Пражката пролет, постепенно се оттегля от комунистическата партия до 1974 г., когато я напуска. От началото на 80-те години до 1994 г. сътрудничи на либералния вестник „Quotidien de Paris“.
Заедно с работата си започва да пише, основно книги за историята на изкуството и биографии за известни художници, голяма част, от които за Пабло Пикасо.
Пиер Декс умира от рак на 2 ноември 2014 г. в Париж.

## Отличия
- 1985 : Наградата „Шарл-Блан“ на Френската академия
- 1987 : Награда „Луи Барту“ на Френската академия
- 1989 : Златен медал за заслуги за изобразителното изкуство от испанското министерство на образованието, културата и спорта
- 2003 : Награда „Жорж-Помпиду“ за приноса му към популяризиране на изкуството
- 2005 : Награда „Луи Барту“ на Френската академия
- 2009 : Орден Велик офицер от Почетния легион
- 2012 : Орден Голям кръст на Почетния легион

## Произведения

### Самостоятелни романи
- Les Embarras de Paris (1956)
- Maria (1962)
Мария, изд.: „Народна култура“, София (1964), прев. Пенка Пройкова
- Les Revenantes (2008)

### Документалистика
за изкуството
- Culture et pouvoir communiste, L’autre face de Paris-Moscou (1979) – с Тиери Уолтън, Наташа Дюджева, и др.
- L'Ordre et l'Aventure : peinture, modernité et répression totalitaire (1984) – награда „Шарл Блан“ на Френската академия, 1985 г.
- La Vie quotidienne des surréalistes. 1917 – 1932 (1993)
- Pour une histoire culturelle de l’art moderne : tome 1, De David à Cézanne (1998)
- Pour une histoire culturelle de l’art moderne : tome 2, Le Vingtième Sècle (2000)

за Пабло Пикасо
- Picasso, 1900 – 1906 : catalogue raisonné de l'œuvre peint (1966) – с Жорж Будей, Джоан Росел
- Picasso, vie du peintre (1977)
- La Vie de peintre de Pablo Picasso (1977)
- Tout l'œuvre peint de Picasso (1980)
- Picasso créateur (1987)
- Picasso, Rungis, Profils de l'art (1990)
- Dictionnaire Picasso (1995)
- Une saison Picasso (1997)
- Pablo Picasso : dossiers de la Préfecture de police (1901 – 1940) (2003)
- Picasso, trente ans après (2003) – с Арманд Израел
- Les Après-guerres de Picasso (1945 – 1955) et sa rupture avec Aragon (2005)
- 13 journées de la vie de Picasso (2005) – с Пиер-Андре Бутан
- Picasso/Berggruen : Une collection particulière (2006) – с Ан Балдасари, Петер-Клаус Шустер и Хайнц Бергрюен
- Picasso : la joie de vivre (1946 – 1949) (2006) – с Жан-Луи Андрал
- Picasso : L'homme au mille masques (2006) – с Йорге Семпрун, Мария Тереза Оканя, Жан-Пол Барбие-Мюлер

за други художници
- Delacroix le libérateur (1963) – за Йожен Дьолакроа
- La Vie de peintre d'Édouard Manet (1983) – за Едуард Мане
- Gauguin (1989) – за Пол Гоген
- Hans Hartung (1991) – за Ханс Хартунг
- Nicolas de Staël. Lettres et dessins (2000) – за Николас де Стаел
- Pierre Soulages : l'œuvre 1947 – 1990 (2000) – за Пиер Сулаж, с Пиер Сулаже и Джеймс Джонсън Суини
- Zao Wou-ki : l'œuvre 1935 – 1993 (2000) – за Зао Вуки
- Antoni Clavé. Assemblages, 1960 – 1999 (2001) – за Антони Клаве
- Une maîtresse pour l'éternité (2002) – роман за любовния живот на Пол Сезан

за история и литература
- La Dernière Forteresse (1954) – за концлагера Маутхаузен
- Prague au cœur (1974)
- J'ai cru au matin (1976) – политическа автобиография
- La Vie quotidienne des Surréalistes, 1917 – 1932 (1993)
- Quatre jours en novembre (1994)
- Braudel (1995) – биография на Фернан Бродел
- Aragon : une vie à changer (1994) – биография на поета и комунист Луи Арагон
- Tout mon temps, Révisions de ma mémoire (2001) – автобиография
- „Les Lettres françaises“ : jalons pour l'histoire d'un journal, 1941 – 1972 (2004)
- Bréviaire pour Mauthausen (2005) – награда „François-Mauriac de la région Aquitaine“
- Aragon avant Elsa (2009)
- Avec Elsa Triolet (1945 – 1971) (2010)
- Les Combattants de l'impossible. La tragédie occultée des premiers résistants communistes (2013)

други
- L' Avenement de la Nomenklatura (1982) – за Никита Хрушчов